# Île Brion
Vous lisez un « bon article » labellisé en 2012.
Pour les articles homonymes, voir Brion.
L'île Brion est une île de 6,5 km2 située au Québec (Canada), dans le golfe du Saint-Laurent, à seize kilomètres au nord de Grosse-Île. Elle fait partie, tout comme les rochers aux Oiseaux, de la région la plus septentrionale des îles de la Madeleine. La majeure partie de son territoire est classée réserve naturelle sous le nom de « réserve écologique de l'Île-Brion ».
L'île a été découverte par l'explorateur français Jacques Cartier en 1534, qui lui donna son nom en l'honneur de son principal bailleur de fonds, Philippe Chabot, amiral de France et seigneur de Brion. Il faut cependant attendre le milieu du XIXe siècle pour qu'elle soit habitée. Elle est occupée durant près d'un siècle par la famille Dingwell qui y établit une conserverie. Elle sert ensuite jusqu'en 1970 de havre pour les pêcheurs du reste de l'archipel. On retrouve sur son sol le tiers des plantes des îles de la Madeleine ainsi que la presque totalité des écosystèmes, à l'exception des lagunes. C'est pour cette raison que ses propriétaires sont expropriés durant les années 1980 et qu'elle devient une réserve naturelle.

## Toponymie
L'île Brion a été baptisée par Jacques Cartier en 1534 en hommage au principal bailleur de fonds de son expédition, l'amiral de France Philippe Chabot, seigneur de Brion.
Elle est appelée Brion Island en anglais.

## Géographie

### Localisation

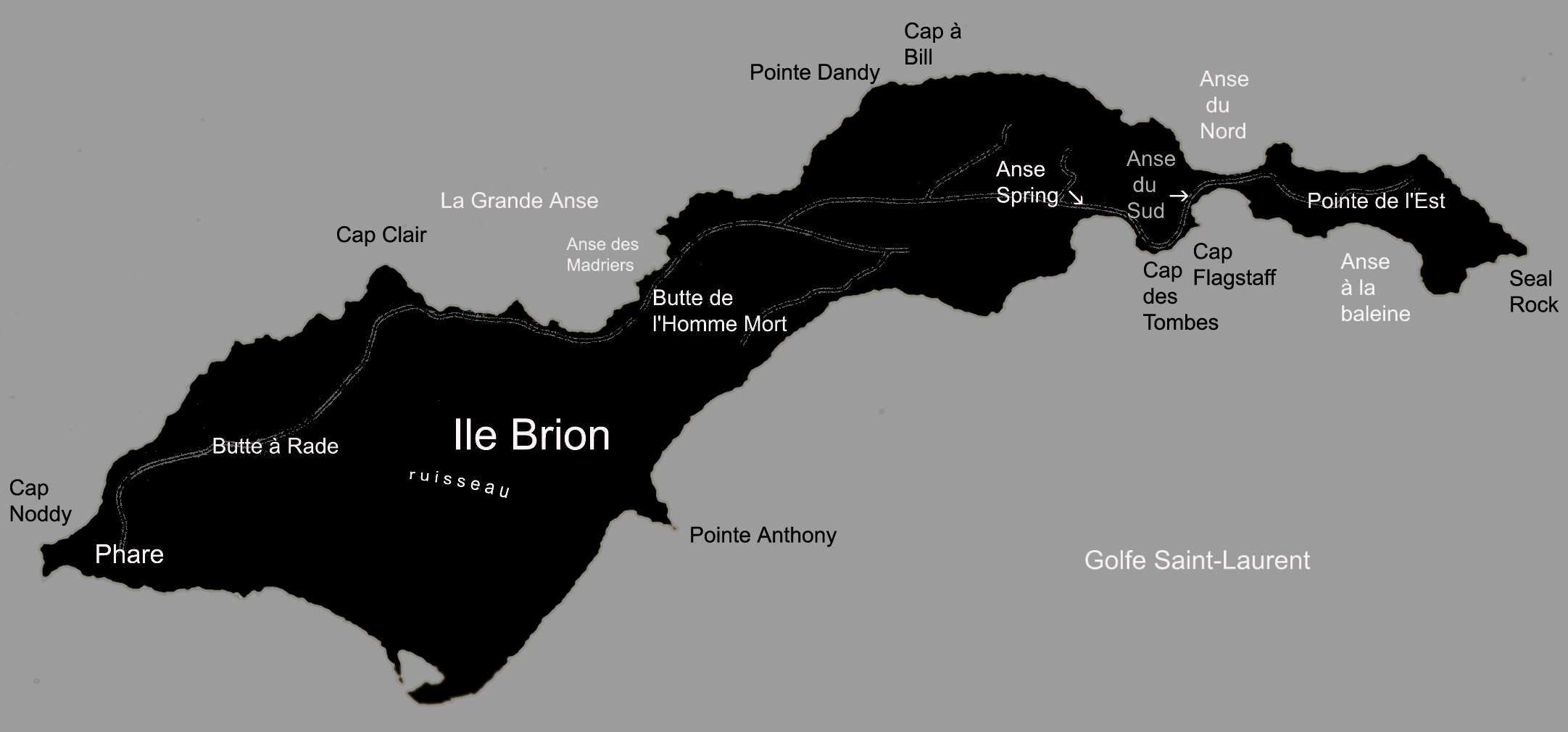
Carte de l'île Brion avant la disparition de la Saddle.

L'île Brion est située dans l'Est du Canada et du Québec, dans le golfe du Saint-Laurent, à 16 km de Grosse-Île, dans les îles de la Madeleine.
Sur le plan administratif, elle fait partie de la municipalité de Grosse-Île, elle-même située dans l'agglomération des Îles-de-la-Madeleine et dans la région administrative de la Gaspésie–Îles-de-la-Madeleine.

### Topographie et géologie

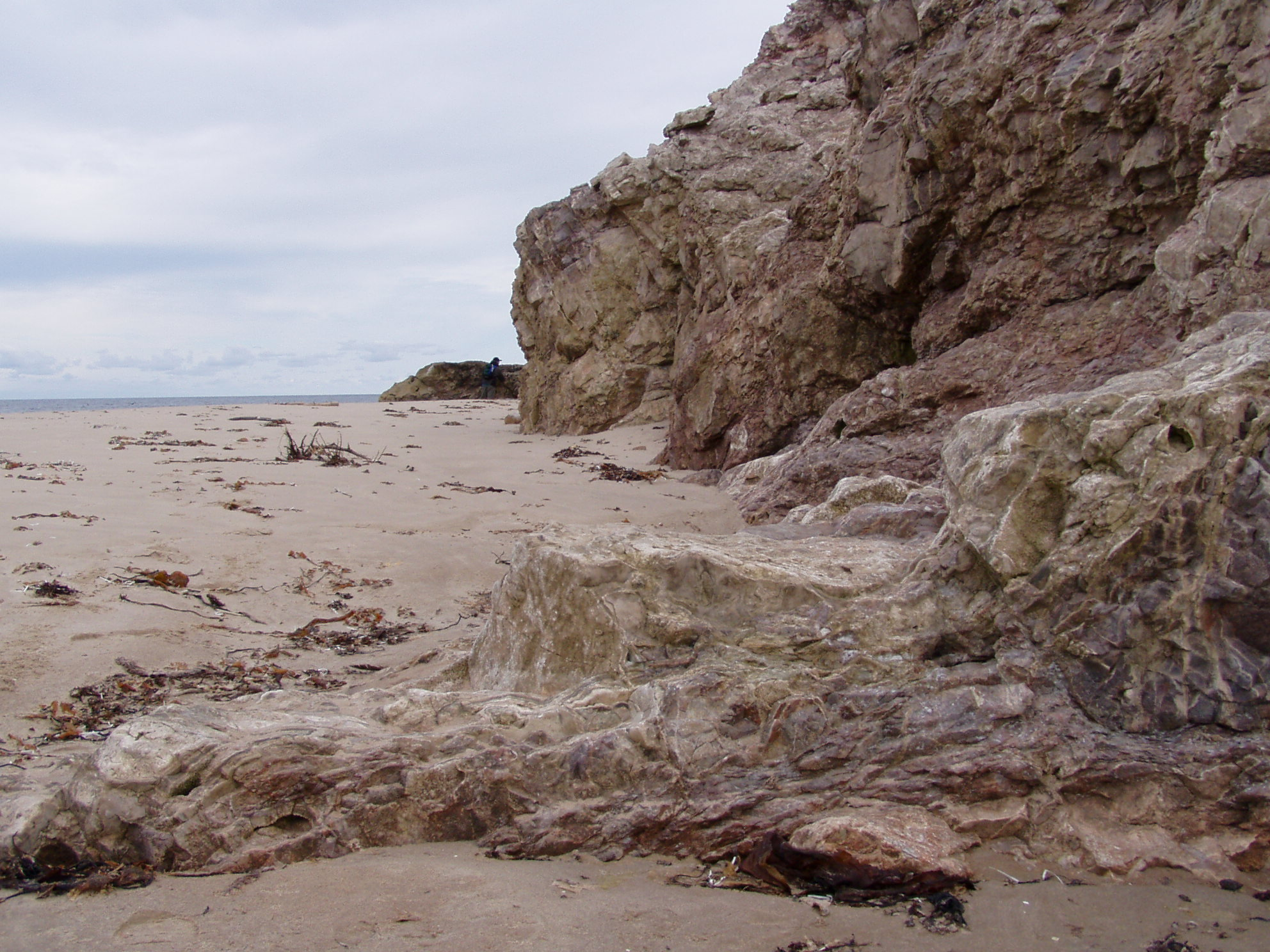
Plage située du côté sud de l'île.

L'île mesure 6,5 km2 de superficie pour 7,5 km de longueur. Elle a un relief vallonné et son littoral irrégulier est bordé de falaises, dont les plus hautes constituent le point culminant de l'île à 60 mètres d'altitude avec la butte de l'Homme Mort.
85 % du sous-sol de l'île Brion est composé de grès rouge ou gris-vert parsemé de rares couches de calcaire. Il fait partie de la formation de Cap-aux-Meules, une formation de dépôt en milieu désertique qui se serait déposée durant le Permien, il y a entre 299 et 251 millions d'années,. Celle-ci fait partie du bassin des Maritimes, un bassin sédimentaire qui s'est constitué à la suite de l'orogenèse acadienne de la formation des Appalaches. Comme les autres îles de l'archipel, l'île Brion repose sur un dôme salin qui se serait formé lors de la migration du sel, plus léger que les roches environnantes, vers la surface. Ce dôme salin est situé à 2 700 mètres sous la surface.
Les 15 % restants sont composés de dépôts du Quaternaire, principalement situés dans le secteur des Sillons, dans le sud-ouest de l'île. Ces sables et graviers sont créés par l'érosion des falaises de grès par les vagues et sont ensuite transportés par les courants marins vers les plages. On retrouve aussi dans ce secteur des dunes et des tourbières formées par le déplacement de dépôts éoliens.
L'île, comme les autres îles de la Madeleine, subit une importante érosion marine, ce qui a provoqué la disparition de la Saddle, un isthme reliant l'extrémité Est de l'île au reste de cette dernière. Les scientifiques estiment que les îles vont subir d'ici 2050 un retrait de 80 mètres en milieux sablonneux et de 35 mètres pour les falaises rocheuses.

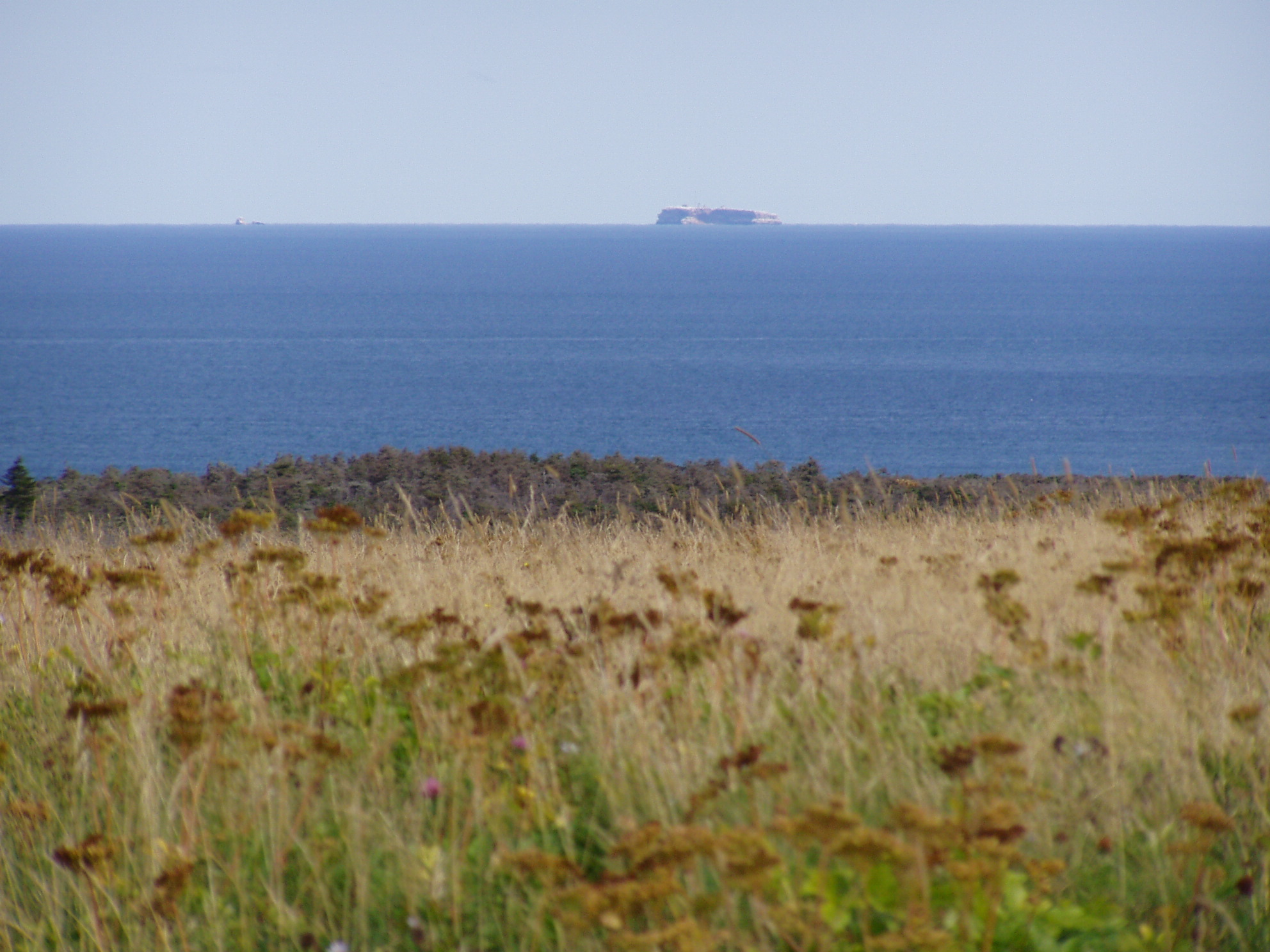
Pointe nord de l'île Brion avec au loin les Rochers aux Oiseaux.

### Climat
Les îles de la Madeleine sont sous l'influence d'un climat océanique froid. Les étés y sont plus frais que dans le reste du Québec avec une moyenne de 13 °C et les hivers plus doux avec une moyenne de −3,5 °C,. La moyenne annuelle des précipitations se situe entre 900 et 1 000 millimètres. Les vents soufflent en moyenne entre 17 et 40 km/h. En raison de la présence de glaces abondantes et persistantes, les saisons sont décalées d’un mois par rapport au reste de la province. Enfin, il s'agit de la région où la période sans gel est la plus importante de la province.

## Histoire

### Amérindiens et découverte européenne
Depuis 3 500 à 4 500 ans, les îles de la Madeleine ont été fréquentées par divers groupes amérindiens comme base saisonnière pour ses ressources en poissons, en mollusques, en morses, en phoques et pour ses colonies d'oiseaux.
Jacques Cartier, premier Européen à l'avoir visitée, a nommé cette île en l'honneur de Philippe Chabot, son protecteur, amiral de France et seigneur — entre autres — de Brion. Il laissa aussi la première description écrite de l'île :

« Nous y fumes posez pour la nuyt, pour avoir des eaux et du bouays à feu. [] Ceste dite Ille est la meilleure terre que nous ayons veu, car vng arpant d'icelle terre vault mielx que toute la Terre Neufve. Icelle isle est rangée de sablons et beau fons et possaige à l'entour d'elle, à seix et à sept brassez. Ceste dite isle est la meilleure terre que nous ayons veu, car ung arpant d'icelle terre vault mielx que toute la Terre Neufue. Nous la trouvames plaine de beaulx arbres, prairies, champs de blé sauvaige, et de poys en fleurs, aussi espes et aussi beaulx, que je vis oncques en Bretaigne, qu'ilx sembloient y avoir esté sémé par laboureux. Il y a force grouaiseliers, frassiers et rossez de Provins, persil, et bonnes erbes, de grant odeur. »

### Pêche et peuplement
Les îles furent fréquentées à partir du XVIe siècle par les Basques, les Normands et les Bretons pour la pêche à la morue. Ce n'est qu'à partir du milieu du XIXe siècle que des habitants permanents s'y établirent. L'île fut le théâtre d'une soixantaine de naufrages. Deux toponymes y font référence : l'anse aux Madriers, où les habitants de l'île récupéraient les pièces des bateaux, et le cap des Tombes.
En 1926, Paul Hubert écrit dans son document historique Les Îles-de-la-Madeleine et les Madelinots :

« Cependant le docteur Storn assure que les Scandinaves franchirent le détroit, pénétrèrent dans le golfe et essayèrent d'y fonder un établissement; et pour appuyer cette opinion on a prétendu que les prairies naturelles trouvées par Cartier sur l'Île Brion provenaient d'une culture antérieure. […] Au printemps de 1597, Charles Leigh, équipant un navire et faisant voile vers l'île Ramea (les Îles-de-la-Madeleine),y arriva le 18 juin. Il trouva une énorme quantité, une multitude de vaches marines sur toutes les îles, même sur les battures du rocher aux Oiseaux. Et aux environs de Brion, il y avait tant de morues qu'en une heure, avec quatre lignes seulement, ses hommes en pêchèrent 250 et un flétan si gros que leur barque ne put le contenir. »

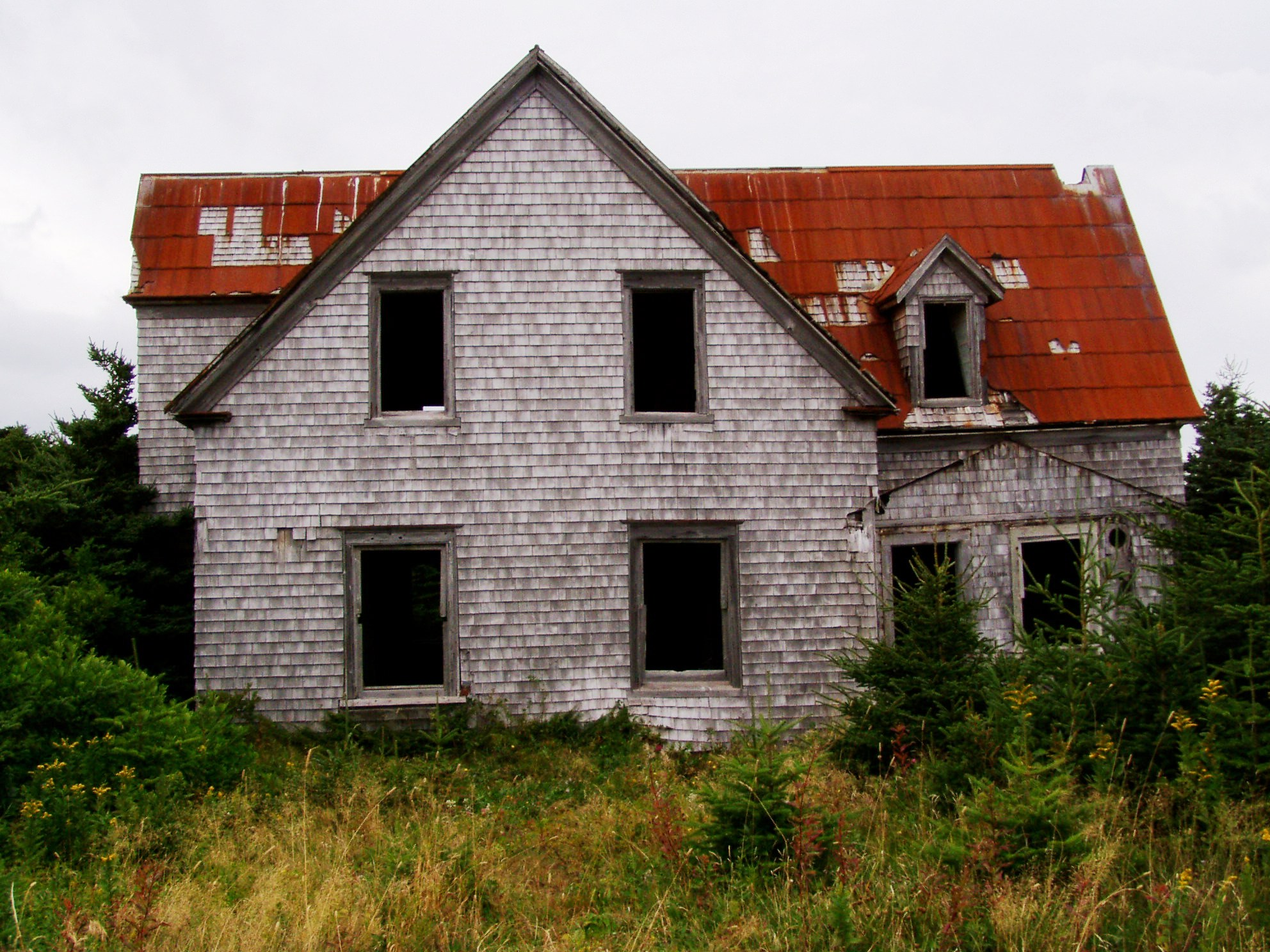
Maison de la famille Dingwell

Les premières habitations permanentes ont été construites en 1851. Le principal propriétaire était la famille Dingwell qui louait une partie de ses terres aux autres habitants pour l'agriculture. Les Dingwell exploitaient un magasin général et une conserverie de homards et finançaient les expéditions de chasse aux phoques. La population atteint son apogée vers 1878 où l'on dénombra une cinquantaine d'habitants vivant dans cinq maisons, la plupart étant d'origine écossaise. La mort de William Dingwell (1854-1907) coïncide avec la migration de la plupart des habitants vers les autres îles. Son frère reprit les affaires familiales jusqu'en 1940, marquant la fin de l’occupation permanente.
L'île a été visitée en 1918 par le botaniste Marie-Victorin qui la décrit en ces termes:

« Brion est la seule des Iles-de-la-Madeleine qui ait su garder, à peu près ses cinq milles de virginité, la seule aussi qui puisse nous renseigner sur la prime jeunesse de l'archipel[...]
[…] C'est bien cela! Et rien n'a bougé ici, depuis trois siècles. Là-haut, sur la falaise, les grands arbres et les prairies pleines de gesses purpurines, à mes pieds le froment sauvage et les pois de mer « fleuris comme pois de Bretagne ». Et la quantité de raisins « ayant la fleur blanche dessus » quelle description merveilleusement précise de la grande canneberge en fleur gardant encore, mous et juteux, ses «raisins» de la saison passée! Quant aux fraises, roses incarnates, persil de mer et spirantes embaumées, il n'y aurait qu'à se pencher pour en cueillir des morceaux! »

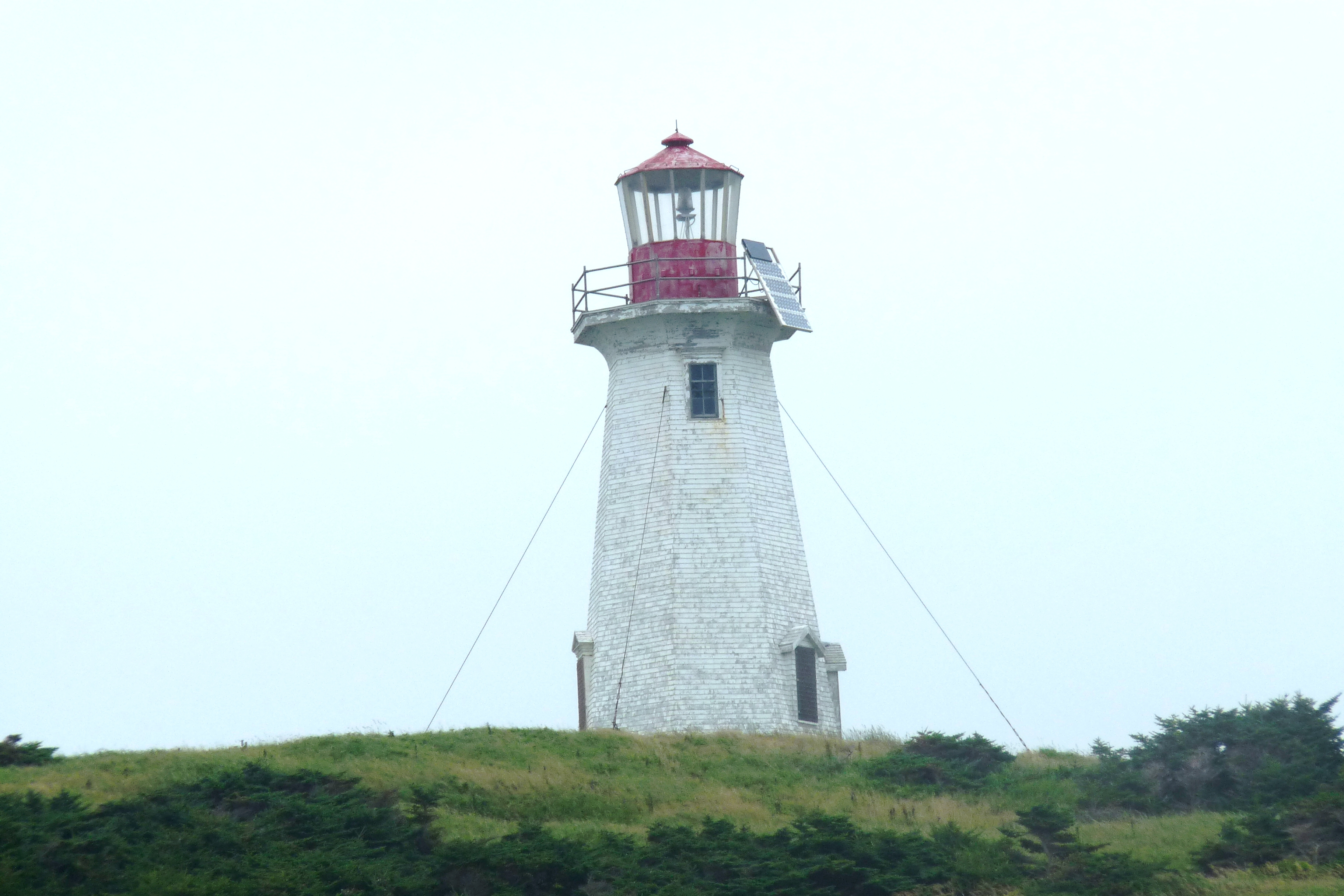
Le phare de l'Île-Brion

Le phare de l'Île-Brion a été édifié en 1904-1905 à l'extrémité ouest. Il fait partie d'une seconde vague de construction de phares sur les îles de la Madeleine, érigés dans le but de faciliter la navigation dans le golfe. Haut de 14,9 m, il est construit selon le plan typique de phare octogonal en bois du ministère de la Marine et des Pêches du Canada. Il est automatisé en 1967 et ses bâtiments en annexes sont démolis en 1972. Il a été déclaré monument historique par la municipalité des Îles-de-la-Madeleine en 2006.
L'île était aussi très utilisée par les pêcheurs Madelinots à la recherche d'un abri pour la nuit lors de leurs expéditions de pêche à la morue, au maquereau et au homard. Les pêcheurs de Fatima et de Gros-Cap utilisaient comme abri les installations de La Saddle, un isthme entre la partie est et ouest de l'île, et les pêcheurs de Cap-aux-Meules les installations du cap Noddy, près du phare à l'est de l'île. La pêche connait un lent déclin sur l'île et les activités de pêche sont définitivement abandonnées à La Saddle en 1948. L’Escouade des pêcheurs de Fatima en 1953 y aménage dès l'année suivante de nouvelles installations. Il n'y a plus d'activité de pêche sur l'île Brion à partir de 1970. La chasse aux phoques a aussi attiré les Madelinots, on pouvait parfois atteindre l'île Brion par la banquise à partir de la Grosse Île.

### Réserve naturelle
En 1969, William Bliss Leslie, qui était propriétaire de la majeure partie de l'île Brion, la vend à la Société acadienne de recherches pétrolières, une filiale de Texaco et de la société québécoise d'initiatives pétrolières. Dès 1970, des membres de la section Québec du Programme biologique international proposèrent d'en faire une réserve naturelle intégrale car elle était la seule de l'archipel à avoir gardé intacts tous ses écosystèmes, à l'exception des lagunes qui sont absentes sur cette île.
C'est dans ce but que le gouvernement décrète l’expropriation de l'île en 1983. Certains Madelinots, bien que favorables à la création d'une aire protégée, voyaient en la création de la réserve un symbole local de dépossession, principalement à cause de la possible exclusion de toute présence humaine sur l'île. Elle forma alors le « comité de défense des droits d’accès de l’île Brion » (CAPIB) la même année. Ce dernier prônait une approche participative plutôt qu'une règlementation stricte. Le gouvernement décida alors de confier la surveillance et le développement du programme éducatif à la CAPIB en 1987, qui était entretemps devenu une corporation. La réserve est officiellement créée le 29 septembre 1988. En 1999, le Council for Anglophone Magdalen Islanders (CAMI) prit la place de la CAPIB pour la surveillance de l'île et la mise en œuvre du programme éducatif. En 2009 le CAMI signa une entente de collaboration avec le ministère du Développement durable, de l'Environnement, de la Faune et des Parcs et la municipalité de Grosse-Île qui ont formé un comité consultatif pour la gestion de la réserve. Le programme éducatif est quant à lui concédé par appel d'offres à une organisation locale.
En 2017, une pétition lancée par l'Office de gestion du phoque de l'Atlantique et qui incluait 1664 Madelinots a été déposé à l'Assemblée nationale pour modifier le statut de la réserve écologique de l'Île-Brion et permettre la chasse aux phoques sur les échoueries de l'île. À partir de 2021, la chasse au phoque gris est de nouveau permise en présence de scientifiques de l'Université Laval. En février 2021, il y a une sortie qui a permis la récolte de 160 jeunes phoques gris. Pour l'année 2022, il est prévu effectuer trois expéditions permettant la récolte de 800 bêtes, bien que leur permis leur permettent d'en récolter 2800.

## Milieu naturel

### Flore
Il y a entre 200 et 250 espèces de plantes vasculaires, dont 10 à 15 % auraient été introduites par l'homme, ce qui représente environ le tiers de la flore des îles de la Madeleine. On retrouve sur l'île trois plantes rares : l'hudsonie tomenteuse (Hudsonia tomentosa), le myrique de Pennsylvanie (Morella pensylvanica) et une variété de Genévrier commun, le genévrier des îles de la Madeleine (Juniperus communis var. megistocarpa).

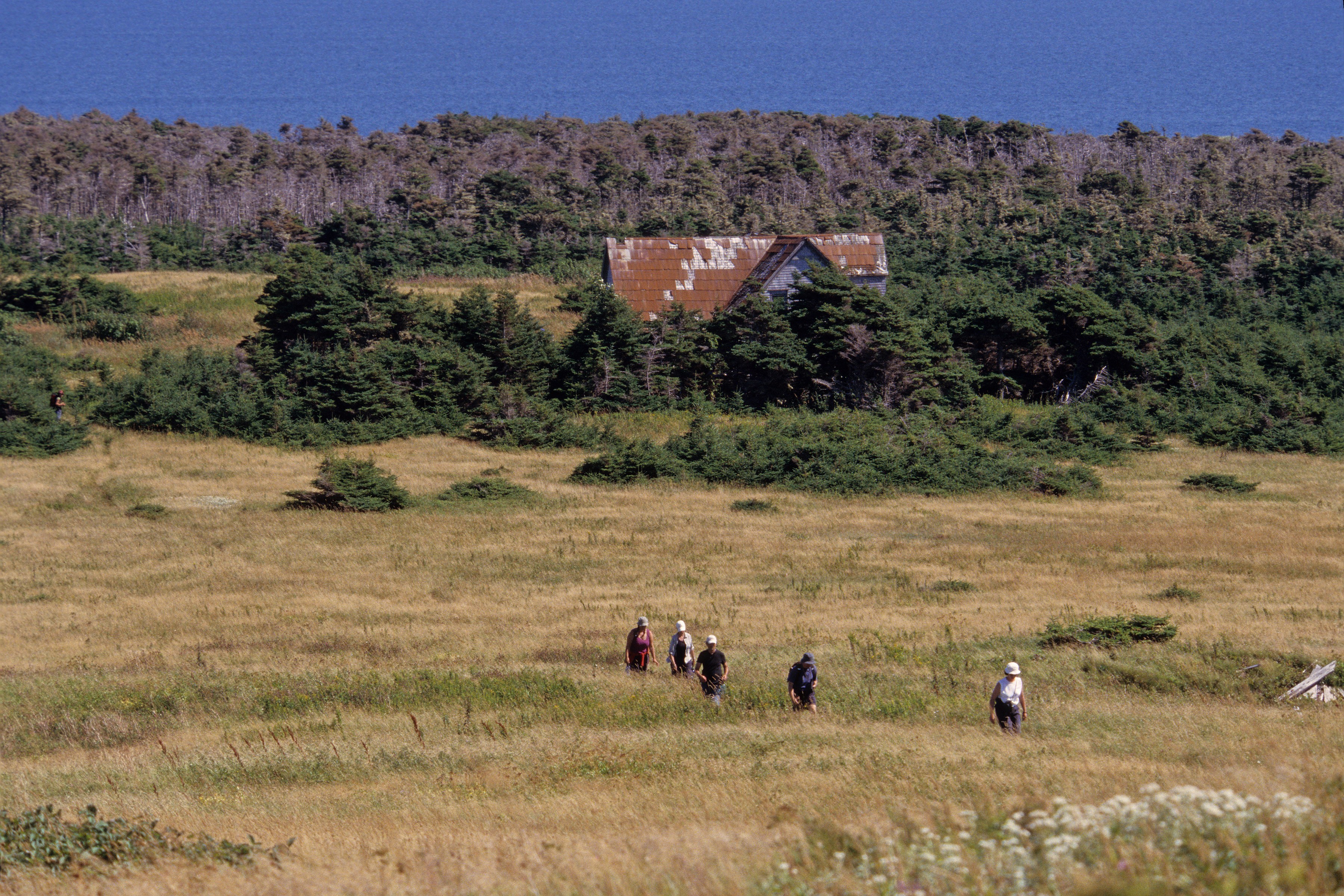
Prairies et forêts près de la maison Dingwell.

L'île Brion est la seule de l'archipel dont la végétation reflète la situation d'avant la colonisation. Les forêts couvrent 63 % du territoire et sont dominées par le sapin baumier (Abies balsamea) et l'épinette noire (Picea mariana). Les milieux rocheux sont dominés par la sapinière à épinette blanche (Picea glauca). Outre ces deux espèces, elle est accompagnée d'amélanchier de Fernald (Amelanchier fernaldii), de bouleau à papier (Betula papyrifera) et de sorbier d'Amérique (Sorbus americana). Les sous-bois de cette forêt sont occupés par les fougères, le gaillet palustre (Galium palustre), l'actée rouge (Actaea rubra), l'aralie à tige nue (Aralia nudicaulis), la maïanthème du Canada (Maianthemum canadensis), la prenanthe trifoliolée (Prenanthes trifoliolata), le quatre-temps (Cornus canadensis), la trientale boréale (Trientalis borealis), la deschampsie flexueuse (Deschampsia flexuosa), la monotrope uniflore (Monotropa uniflora), la monésè uniflore (Moneses uniflora) et l'oxalide de montagne (Oxalis montana).

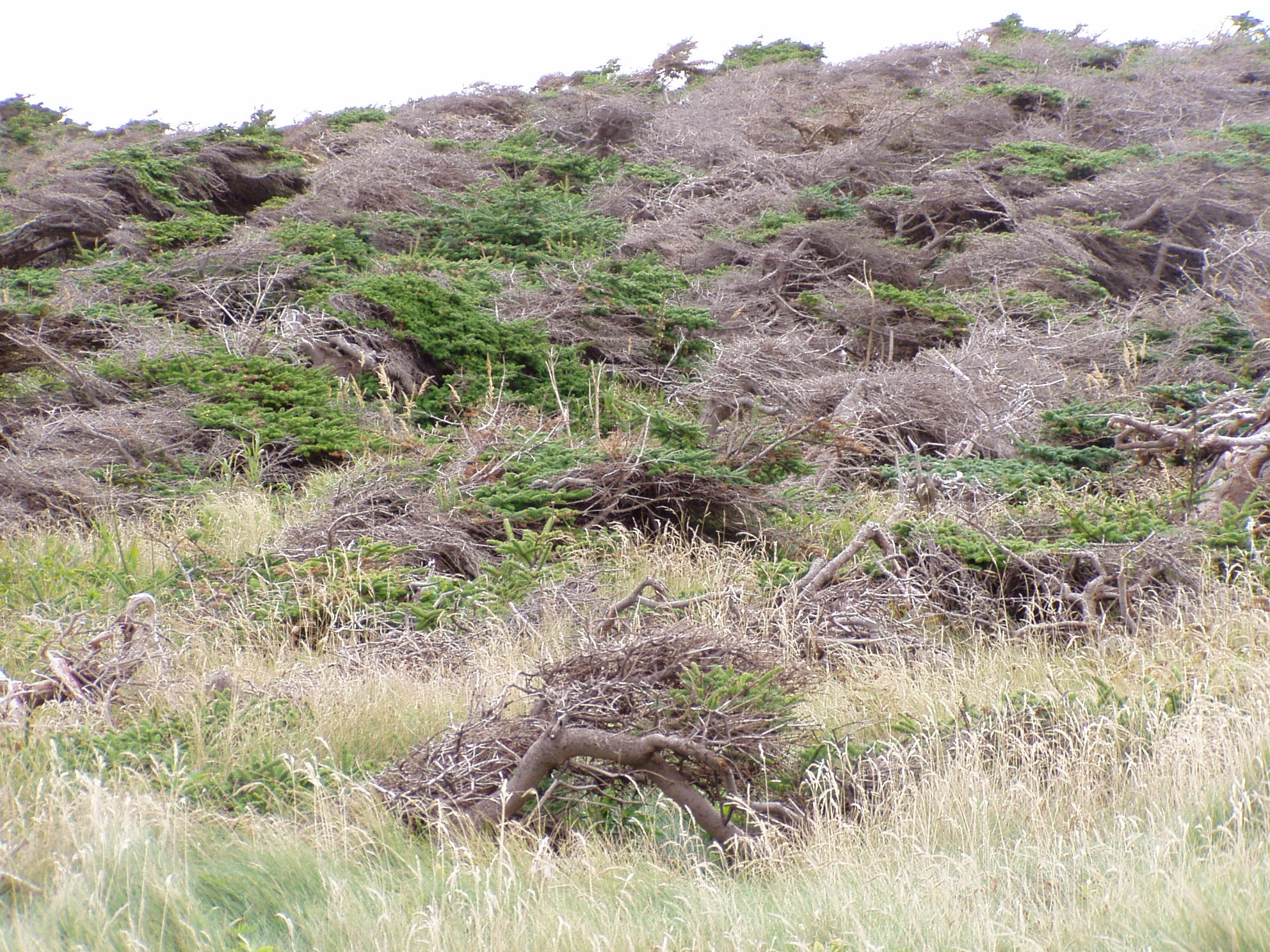
La sapinière rabougrie.

Cette forêt est précédée par la forêt pionnière de l'aulnaie verte. Il s'agit d'une forêt dominée par l'aulne crispé (Alnus viridis subsp. crispa), dont l'azote produit par ses racines permet la croissance du sapin et de l'épinette. Cette forêt est accompagnée par la verge d'or (Solidago sp.), l'épilobe à feuilles étroites (Epilobium angustifolium), le chiendent commun (Elymus repens), la ronce pubescente (Rubus pubescens) et l'ortie royale (Galeopsis tetrahit). La sapinière rabougrie comprend les forêts de sapins battus par le vent dont les arbres ne dépassent pas quatre mètres de hauteur. Ces krummholz servent de protection aux forêts de l'intérieur de l'île. Les autres regroupements forestiers sont la sapinière à sphaignes et la pessière à sphaignes que l'on retrouve dans les milieux aux mauvais drainages.
Les prairies recouvrent 20 % de l'île. Les principales espèces de cet habitat sont les pâturins (Poa sp.), la flouve odorante (Anthoxanthum odoratum), les agrostides (Agrostis sp.), la fléole des prés (Phleum pratense) et le fétuque rouge (Festuca rubra). On y retrouve aussi quelques arbustes comme l'aulne crispé, le genévrier (Juniperus sp.) et le rosier brillant (Rosa nitida). Il y a deux tourbières sur l'île, qui couvrent 0,5 % de celle-ci. Outre la sphaigne, l'une est dominée par le kalmia à feuilles étroites (Kalmia angustifolia) et l'aronie à fruits noirs (Aronia melanocarpa) et l'autre par les carex (Carex sp.). En haut des falaises, on trouve des landes à camarine. Cette formation est dominée par la camarine noire (Empetrum nigrum), l'airelle rouge (Vaccinium vitis-idaea) et le raisin d'ours (Arctostaphylos uva-ursi).
Pour ce qui est des dépôts sablonneux de l'île, ils sont constitués en plusieurs habitats colonisés par différentes plantes adaptées aux conditions de chacun. Dans le haut des plages, on retrouve le caquillier édentulé (Cakile edentula), l'honckénye robuste (Honckenya peploides) et l'ammophile à ligule courte (Ammophila breviligulata). Les dunes bordières sont fixées par les rhizomes de l'ammophile à ligule courte qui est accompagnée de l'armoise de Steller (Artemisia stelleriana), de la gesse maritime (Lathyrus japonicus) et du myrique de Pennsylvanie. Entre les dunes, il y a plusieurs prés salés, qui sont peuplés par des groupements de spartine (Spartina sp.), de salicorne (Salicornia sp.), de jonc (Juncus sp.) et de carex. Une fois fixée, la dune devient une lande à camarine, composée principalement de camarine noire. Cette dernière évolue finalement vers la pessière sur dune où divers arbres rabougris et arbustes aident à fixer la dune.

### Faune

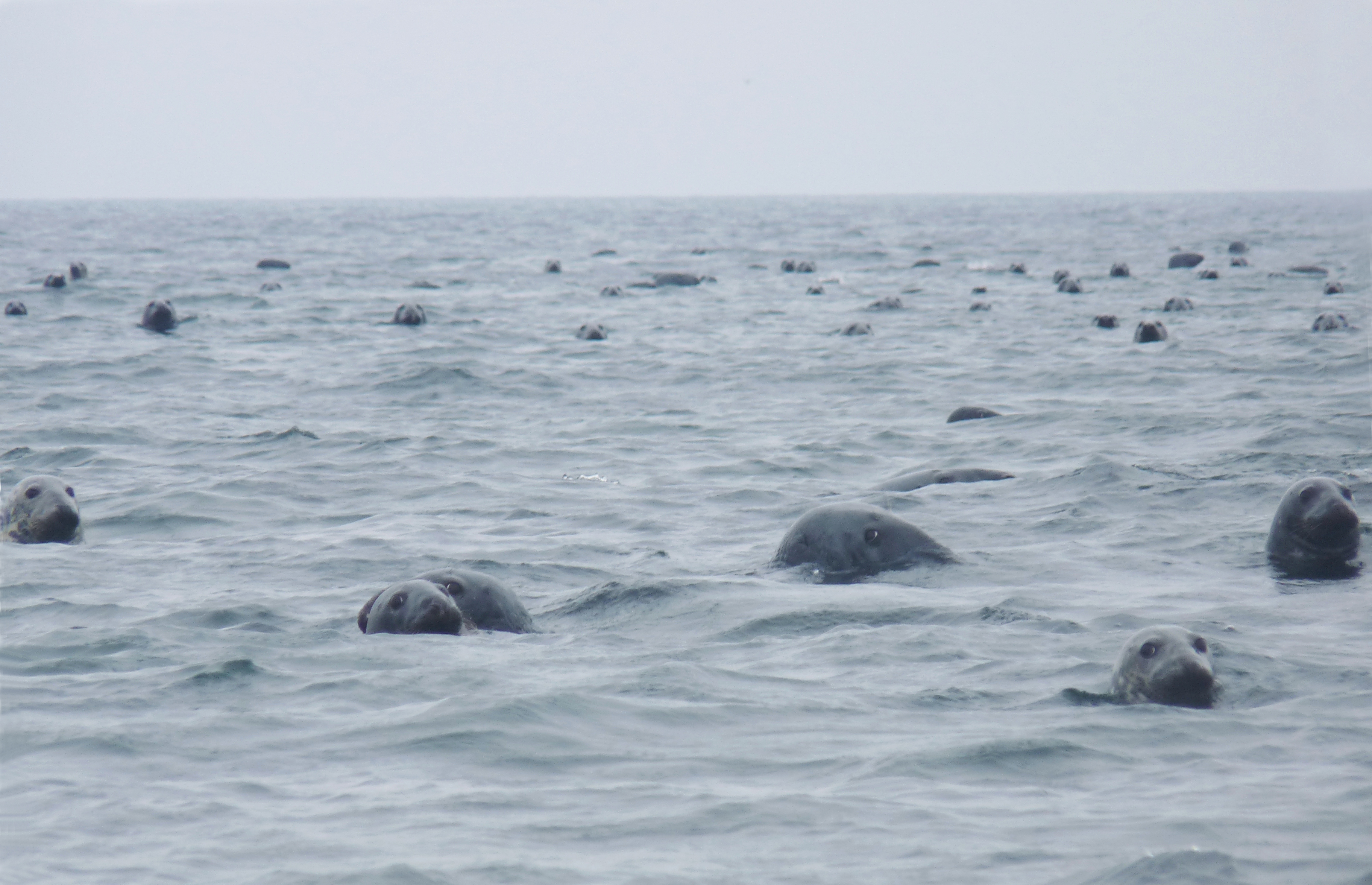
Troupeau de phoques autour de l'île Brion.

L'île Brion est assez pauvre en mammifères et ne contient que quatre espèces terrestres. Celles-ci sont la souris sylvestre (Peromyscus maniculatus), le renard roux (Vulpes vulpes), le vespertilion brun (Myotis lucifugus) et le coyote (Canis latrans). Ce dernier est d'ailleurs arrivé récemment, probablement par les glaces dérivantes. Quant au littoral, il est fréquenté par quatre espèces de phoques: le phoque commun (Phoca vitulina), le phoque gris (Halichoerus grypus), le phoque du Groenland (Pagophilus groenlandicus) et le phoque à capuchon (Cystophora cristata).
Les eaux du golfe sont fréquentées par plusieurs espèces de cétacés, soit le marsouin commun (Phocoena phocoena), le dauphin à flancs blancs (Lagenorhynchus acutus), le dauphin à nez blanc (Lagenorhynchus albirostris), le globicéphale noir (Globicephala melas), le cachalot macrocéphale (Physeter macrocephalus), le petit rorqual (Balaenoptera acutorostrata) et le rorqual commun (Balaenoptera physalus), le rorqual bleu (Balaenoptera musculus), le rorqual à bosse (Megaptera novaeangliae) et la baleine noire (Eubalaena glacialis). Le littoral fut aussi une échouerie de morses (Odobenus rosmarus), mais ceux-ci disparurent en 1799 à la suite d'une chasse intensive.

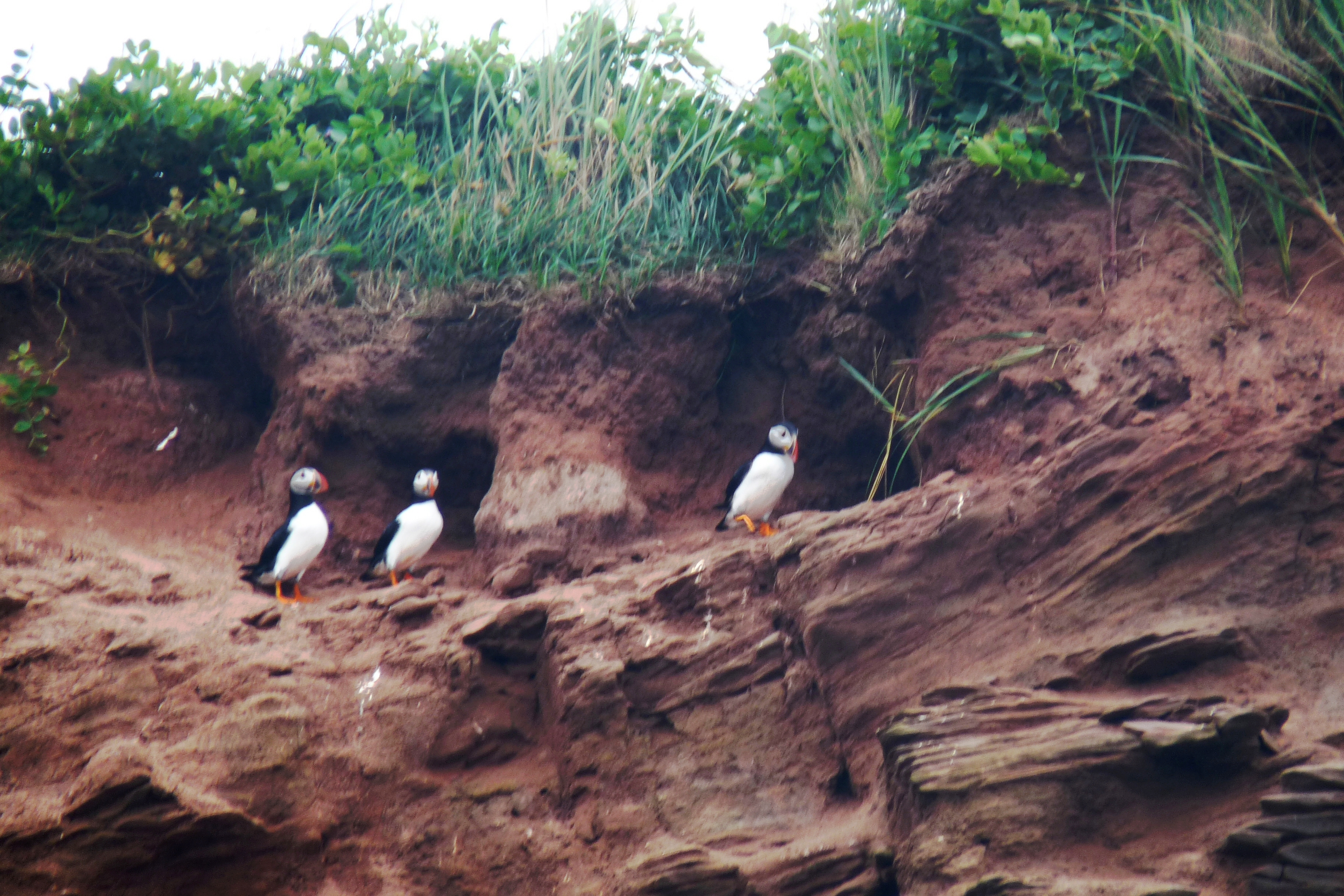
Macareux moines nichant sur la falaise.

166 espèces d'oiseaux peuvent fréquenter l'île. Les principales espèces sont le pygargue à tête blanche (Haliaeetus leucocephalus), le bécasseau maubèche (Calidris canutus), la mouette tridactyle (Rissa tridactyla), le macareux moine (Fratercula arctica), le guillemot à miroir (Cepphus grylle), le petit pingouin (Alca torda), le harfang des neiges (Bubo scandiacus), le fou de Bassan (Morus bassanus), l'eider à duvet (Somateria mollissima), l'océanite cul-blanc (Oceanodroma leucorhoa), le grand cormoran (Phalacrocorax carbo), le cormoran à aigrettes (Phalacrocorax auritus), le goéland hudsonien (Larus smithsonianus), le goéland marin (Larus marinus) et le pluvier siffleur (Charadrius melodus). L'île est un lieu important pour plusieurs oiseaux. En effet, elle regroupe 1,8 % de la population nord-américaine de grands cormorans et 1 % de la population de l’Atlantique Ouest de la mouette tridactyle.

## Réserve écologique de l'Île-Brion
La réserve écologique de l'Île-Brion a été créée le 29 septembre 1988. Elle couvre 90 % de la superficie de l'île, seule son extrémité ouest en étant exclue. Il s'agit de l'une des rares réserves écologiques du Québec qui est ouverte aux visiteurs. Les réserves écologiques sont un type d'aire protégée qui vise la préservation intégrale d'un environnement naturel, ou d'espèces menacées ou vulnérables. Elles n'offrent pas d'activité récréotouristique, mais elles permettent les activités de recherche et d'éducation. L'île a aussi été reconnue comme zone importante pour la conservation des oiseaux grâce à ses sites de nidification du grand cormoran et de la mouette tridactyle.

## Protection
La proximité de routes maritimes rend l'île vulnérable au déversement d'hydrocarbures.

## Tourisme
Bien qu'autrefois accessible au tourisme, les entreprises offrant l'accès à l'île ont décidé vers la fin de 2016 de ne plus offrir de visites vers l'île, prétextant le manque de collaboration du ministère du Développement durable, de l'Environnement et de la Lutte contre les changements climatiques et du mauvais entretien des infrastructures sur l'île.

## Culture populaire
Le roman Le Trésor de Brion, de Jean Lemieux, tire son nom de l'ile où une partie de l'action se déroule.